# 植草結樹
植草 結樹（うえくさ ゆうき、1960年1月10日 - ）は、テレビ大阪のアナウンサー。元朝日放送（ABC）アナウンサーでスポーツコメンテーターの植草貞夫は実父、沖縄テレビ（OTV）アナウンサーの植草凛は長男、RKB毎日放送アナウンサーの植草峻は次男に当たる。

## 来歴・人物
兵庫県神戸市出身。幼少期から大の鉄道ファンで、車内でのアナウンス業務を担う車掌を志した時期もあったが、結局は貞夫に続いてアナウンサーの道に進んだ。そして大のプロ野球ファン（特に阪神タイガースファン）。
立教大学法学部法学科在学中に、中部日本放送（CBC）のアナウンサー試験に合格していたが、留年のため辞退し、大学に7年在籍したのち、卒業後の1985年にアナウンサーとして長崎放送へ入社した。
1991年に地元局のテレビ大阪へ移籍した後は、実父の貞夫と同じく、スポーツアナウンサーとして主にプロ野球中継の実況を担当。その一方で、2008年4月10日から2009年3月27日までは、『ニュースBIZ』（経済関連情報を中心に扱う平日のローカルニュース番組）のメインキャスターを務めた。
2015年には、4月1日からスポーツ部のプロデューサーやニュースデスクを兼務。スポーツ中継・番組の制作が業務の中心になったことから、4月23日の『ナマ虎スタジアム』で放送された横浜DeNAベイスターズ対阪神タイガース戦中継（横浜スタジアム）でのベンチリポートを最後に、2017年までプロ野球中継の担当を事実上退いていた。ただし、以降もアナウンサーとして、定時放送のローカルニュースなどを随時担当。2018年からは、『ナマ虎スタジアム』で再びベンチリポーターを務めていた。
2019年8月31日放送の『ナマ虎スタジアム』・中日ドラゴンズ対阪神戦（ナゴヤドーム）中継（解説：江夏豊）を最後に実況を勇退。2020年の誕生日でテレビ大阪の定年（60歳）に達したが、1月31日付の定年退職を経て、2月1日から嘱託契約のアナウンサーとして再スタートを切った。

### 「アナウンサー一家」の長男
末弟は植草朋樹（テレビ大阪のキー局・テレビ東京アナウンサー）。実母もかつては、朝日放送のアナウンサーだった（1998年に他界）。長弟の裕樹（ひろき）はPL学園高校硬式野球部のOBだが、卒業後はアナウンサーの道へ進まず、貞夫の朝日放送退職後から植草貞夫事務所の取締役を務めている。
2019年4月には、長男の凛がアナウンサーとして沖縄テレビに入社。一家で親子3代にわたってアナウンサーとして日本国内の放送局へ勤務した事例は、日本の放送業界史上初めてとされていて、2023年4月には次男の峻も（朋樹の最初の勤務局であった）RKB毎日放送にアナウンサーとして入社した。
なお、自身の立教大学入学に際しては長嶋茂雄で、長崎放送入社に際しては村山実が身元保証人に就いていた。いずれも父の伝によるものだったという。

### 弟・朋樹との「兄弟共演」
2002年にテレビ東京で日本ハムファイターズ対大阪近鉄バファローズ戦を東京ドームから中継した際に、スポーツアナウンサーとしての「兄弟共演」が初めて実現した。この中継では、朋樹が実況、結樹が近鉄側のベンチリポーターを務めたことから、弟の朋樹が実況中に「私事ですが、植草結樹アナは私の兄です」と紹介する一幕があった。
2005年の日本シリーズ・千葉ロッテマリーンズvs阪神タイガースの第2戦（千葉マリンスタジアム）では、結樹が阪神側のベンチリポーターを担当。実況の朋樹と2度目の「兄弟共演」を果たした。この中継は、テレビ東京としてはTXNネットワーク確立後2回目（確立前を含めると開局以来4回目）の日本シリーズ中継であった。
朋樹との兄弟共演は、実家とテレビ大阪本社のある関西地方（京セラドーム大阪）で開催された2021年の日本シリーズ・オリックスバファローズVS東京ヤクルトスワローズの第2戦中継（11月21日）でも実現。テレビ大阪が制作協力扱いながら日本シリーズ中継の制作に初めて関与したことによるもので、結樹はオリックス側のベンチリポート、朋樹は実況を担当した。
なお、兄弟共演は果たしていないが、プロ野球中継以外では『全仏オープンテニス』の中継も挙げられる。2006年大会のみ兄の結樹が唯一中継スタッフ「実況」として派遣している。なお、テレビ東京は2008年大会から2014年大会まで放送を見送られていたが、2015年大会から2021年大会まで弟の朋樹がメイン実況として担当した。

## 担当番組
太字は担当中の番組
- やさしいニュース
- やさしいニュースPLUS（不定期で担当）
- なるほど!ラボ
- 経済発見
- ニュースBIZ（メインキャスター、2008.4.10 - ）
- NEWSα → ニュースリアルPLUS → ニュースPLUS（不定期）

以下の番組では、スポーツアナウンサーとして、実況やリポートを担当。
- 阪神タイガース戦中継（TVO BASEBALL LIVE → 全力!!虎中継 → 生トラスタジアム → ナマ虎スタジアム）
- J SPORTS STADIUM（J SPORTSのオリックス・バファローズ主管試合中継）
- サッカー中継
- ボクシング中継（2015年以降はプロデューサーを担当）
- WTCC（世界ツーリングカー選手権）ダイジェスト（2015年まで実況を担当）

### 長崎放送時代
- おまかせワイド （ラジオ、金曜（9:00 - 11:00）、土曜（9:00 - 11:35）出演）[1]
- ときめきワイド Lスタからこんにちは （ラジオ、12:00 - 15:25、金曜出演　1987年4月 - 1988年3月）[9]
- 植草結樹のYOU樹RINRINパワー電リク （ラジオ、日曜 13:00 - 15:30　1989年3月まで）[1][9]
- 青春キャンパス　長崎放送キャンパスリーダー（ラジオ）[1]
- シュワッチうるとらレスキュー隊 （ラジオ、1988年4月 - 1990年3月）[9]
- うまか情報局 （ラジオ）[9]
- 植草結樹のやる気マンデェー （ラジオ、月曜 18:30 - 20:00　1990年4月 - 1991年3月）[9]
- NBC週末情報 （テレビ）[1]